# Margaret Geller
Margaret Geller (Ithaca, 8 de desembre del 1947), també coneguda com a Margaret Joan Geller, és una astrofísica estatunidenca, investigadora del Smithsonian Astrophysical Observatory, pionera en cartografia de l'Univers, coneguda principalment per la seva descoberta, junt amb John Huchra, de la Gran Barrera CfA2.
Margaret Geller va estudiar Física a la Universitat de Califòrnia a Berkeley i a la Universitat de Princeton. Va començar a treballar a l'Smithsonian Astrophysical Observatory el 1983 i com a professora d'astronomia de la Universitat Harvard el 1988. És pionera en l'elaboració de mapatge a gran escala de l'univers observable, incloent-hi prop de 15.000 galàxies. Els seus mapes van mostrar que les galàxies no es distribueixen uniformement en l'espai, sinó que s'estructuren en forma de filaments al voltant de grans forats.
Margaret Geller ha publicat molts articles científics i ha produït alguns curtmetratges per difondre els seus coneixements. Ha guanyat nombrosos premis en reconeixement de les seves investigacions. És doctora honoris causa per la Universitat Rovira i Virgili. És membre de la Unió Astronòmica Internacional, de la Societat Astronòmica Estatunitenca i de l'Associació americana per l'avanç de la ciència.